# 80-as lakótelep
A Nyolcvanas lakótelep Gyöngyös legnagyobb lakótelepe. Itt található az ország 20., Heves megye legmagasabb épülete a 20 emeletes Toronyház, ami 1971-ben épült.

## Története
A telep eredetileg elsősorban a Mátrai Erőmű, másodrészt a hozzá a lignitet biztosító, Visonta és Bükkábrány környéki bányák dolgozói számára épült 1965-1974 között. A "80-as" nevet egy a lakótelepen elsőként megépült épületről kapta, amiben pontosan nyolcvan lakás épült bányászok számára. Miután az épület elkészült és az igények továbbra is fennálltak új lakások után, több építkezés is követte az elsőt, így alakult ki a most ismert Nyolcvanas lakótelep. A többnyire 3-4 emeletes épületek mellett helyet kaptak a kertvárosi családi házak is. A lakótelep helyén régen búzapiac, mező és szőlőföldek álltak.  

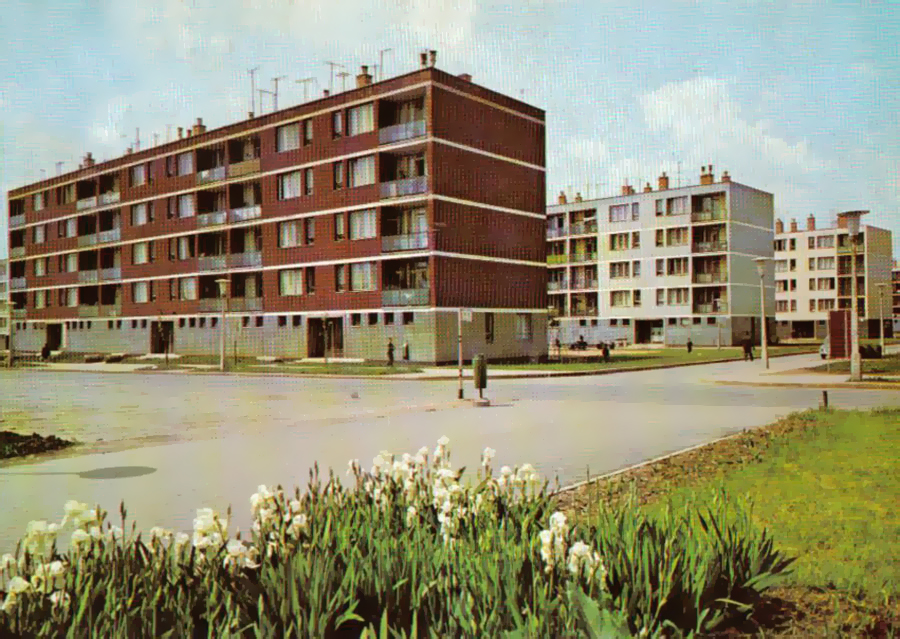
A frissen elkészült 80-as lakótelep 1974-ben (Szövetkezet út - Jószerencsét út az Olimpiától fényképezve)

## Elhelyezkedése
A Nyolcvanas lakótelep Gyöngyös déli részén, Gyöngyöspüspöki egykori külterületén, található. A telep könnyen behatárolható területen fekszik. Nyugati irányból a Gyöngyös városát átszelő 3-as főút, kelet felől a Vámosgyörk–Gyöngyös-vasútvonal, délről pedig a Déli iparterület határolja.

## Fejlettsége
A 80-asban található több ABC, szupermarket, benzinkút, gyógyszertár és egyéb az itt élők igényeit kielégítő szolgáltatás. A belváros távolsága miatt még kispiac és egy fiókkönyvtár is kiszolgálja a lakókat. Itt található a város egyik iskolája az Egressy Béni Kéttannyelvű Általános Iskola Archiválva 2016. március 8-i dátummal a Wayback Machine-ben , de van itt még óvoda és bölcsőde is. A város egyik jelképévé vált, 1971-ben épült Toronyház is itt épült fel.

## Közlekedése
Gyöngyös város közlekedését a Volánbusz látja el, így a nyolcvanast is, amit 5 helyi járat érint. Az Alsóváros elérhető az 1-es, 2-es, 3-as, 4-es, 10-es buszjáratokkal. A városrész rendelkezik még egy helyközi megállóval is a Toronyháznál.